# Tenuis Cavus
Il Tenuis Cavus è una formazione geologica della superficie di Marte.